# 奈瓜塔峰

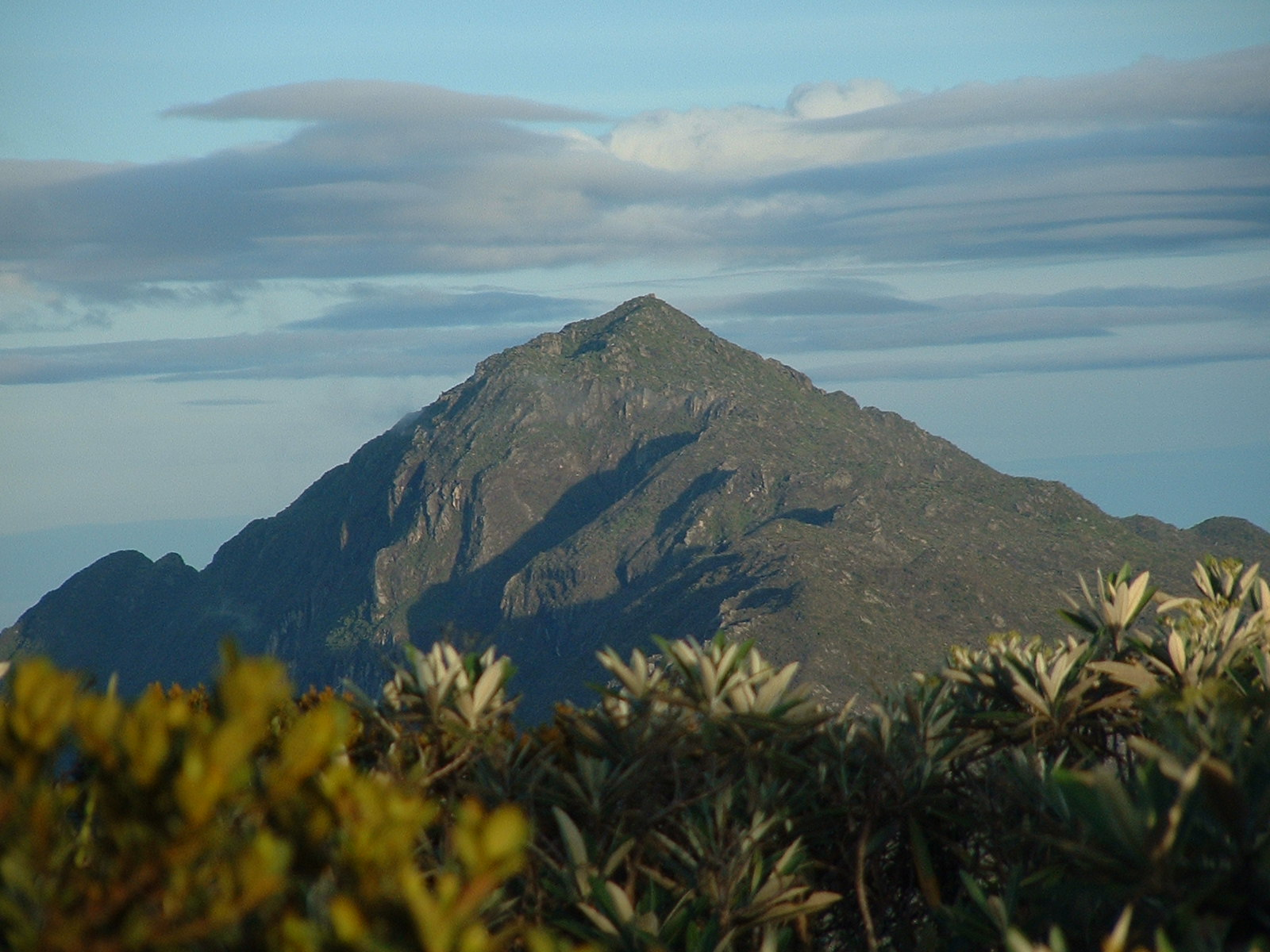

10°32′36″N 66°46′57″W / 10.54333°N 66.78250°W
奈瓜塔峰（西班牙語：Pico Naiguatá），是委內瑞拉的山峰，位於該國北部米蘭達州和瓦爾加斯州接壤的邊界，屬於委內瑞拉海岸山脈的一部分，處於卡拉卡斯附近，海拔高度2,765米。